# Florida (provincie)
Florida is een provincie in het departement Santa Cruz in Bolivia. De provincie heeft een oppervlakte van 4132 km² en heeft 32.842 inwoners (2012). De hoofdstad is Samaipata.
Florida is verdeeld in vier gemeenten:
- Mairana
- Pampa Grande
- Quirusillas
- Samaipata (hoofdplaats Samaipata)

Andrés Ibáñez · 
Ángel Sandoval · 
Chiquitos · 
Cordillera · 
Florida · 
Germán Busch · 
Guarayos · 
Ichilo · 
Ignacio Warnes · 
José Miguel de Velasco · 
Manuel María Caballero · 
Ñuflo de Chávez · 
Obispo Santistevan · 
Sara · 
Vallegrande